# Реголедо (Сондрио)
Реголедо је насеље у Италији у округу Сондрио, региону Ломбардија.
Према процени из 2011. у насељу је живело 4621 становника. Насеље се налази на надморској висини од 219 м.